# Las Masas
Las Masas är en ort i Mexiko.   Den ligger i kommunen Abasolo och delstaten Guanajuato, i den centrala delen av landet, 280 km nordväst om huvudstaden Mexico City. Las Masas ligger 1 699 meter över havet och antalet invånare är 1 396.
Terrängen runt Las Masas är huvudsakligen platt, men norrut är den kuperad. Runt Las Masas är det tätbefolkat, med 369 invånare per kvadratkilometer. Närmaste större samhälle är Cuerámaro, 13,8 km väster om Las Masas. Trakten runt Las Masas består till största delen av jordbruksmark.